# Trolejbusy w Eberswalde
Trolejbusy w Eberswalde (niem. Oberleitungsbus pot. Obus, Strippenbus lub Strippenexpress)
– jeden z trzech działających (obok Esslingen am Neckar i Solingen) systemów trolejbusowych w Niemczech. Trolejbusy w Eberswalde uruchomiono 3 listopada 1940 r. Jest to najstarszy zachowany niemiecki system trolejbusowy. Po sieci o długości 37,2 km kursują dwie linie, których operatorem jest Barnimer Busgesellschaft (BBG). Protoplastą systemu była linia trolejbusowa zwana koleją bezszynową (Gleislose Bahn Eberswalde), działająca przez kilka miesięcy w 1901 r.

## Historia
Trolejbusy w Eberswalde zostały uruchomione 3 listopada 1940 r. Zastąpiły tramwaje kursujące po mieście od 1 września 1910 r. do 2 listopada 1940 r.

## Linie
Stan z 29 lutego 2024 r.
| Linia | Przystanki |
| ----- | --- |
| 861   | Nordend – Kleiner Stern Nordend – Rosengrund – Ackerstraße – Leibnizviertel – Schneiderstraße – Am Markt – Friedrich-Ebert-Str. – Karl-Marx-Platz – Grabowstraße – Hauptbahnhof – Schöpfurter Straße – Werbelliner Straße – Boldtstraße – Kranbau – Eisenspalterei – Wolfswinkel – Forsthaus – Schönholzer Str. (Kl. Stern)                                                                                                   |
| 861   | Kleiner Stern – Nordend Waldhäuschen – Waldsportanlage – Brandenburger Allee – Potsdamer Allee – Frankfurter Allee – Barnimer Heide – Spechthausener Str. – Eisenspalterei – Sportzentrum Westend – Boldtstraße – Westend-Kino – Schöpfurter Straße – Hauptbahnhof – Grabowstraße – Karl-Marx-Platz – Friedrich-Ebert-Str. – Am Markt – Robert-Koch-Straße – Ackerstraße – Dr.-Gillwald-Höhe – Neue Straße – Clara-Zetkin-Weg |
| 862   | Ostend – Kleiner Stern Karl-Bach-Straße – Saarstraße – Gertraudenstraße – Schneiderstraße – Am Markt – Friedrich-Ebert-Str. – Karl-Marx-Platz – Grabowstraße – Hauptbahnhof – Schöpfurter Straße – Werbelliner Straße – Boldtstraße – Kranbau Spechthausener Str. – Uckermarkstraße – Frankfurter Allee – Potsdamer Allee – Brandenburger Allee – Waldsportanlage – Waldhäuschen                                              |
| 862   | Kleiner Stern – Ostend Kleiner Stern – Forsthaus – Wolfswinkel – Eisenspalterei – Sportzentrum – Westend – Boldtstraße – Westend-Kino Schöpfurter Straße – Hauptbahnhof – Grabowstraße – Karl-Marx-Platz – Friedrich-Ebert-Str. – Am Markt – Schneiderstraße – Am Friedhof – Freienwalder Straße – Saarstraße – Sommerfelder Straße – Ostend                                                                                  |

## Tabor
Stan z 29 lutego 2024 r.
| Zdjęcie        | Typ                          | Eksploatacja od | Liczba |
| -------------- | ---------------------------- | --------------- | ------ |
|                | Solaris Trollino III 18 AC   | 2011            | 12     |
|                | Solaris Trollino IV 18 Kiepe | 2023            | 2      |
| Łączna liczba: | Łączna liczba:               | Łączna liczba:  | 14     |

## Galeria

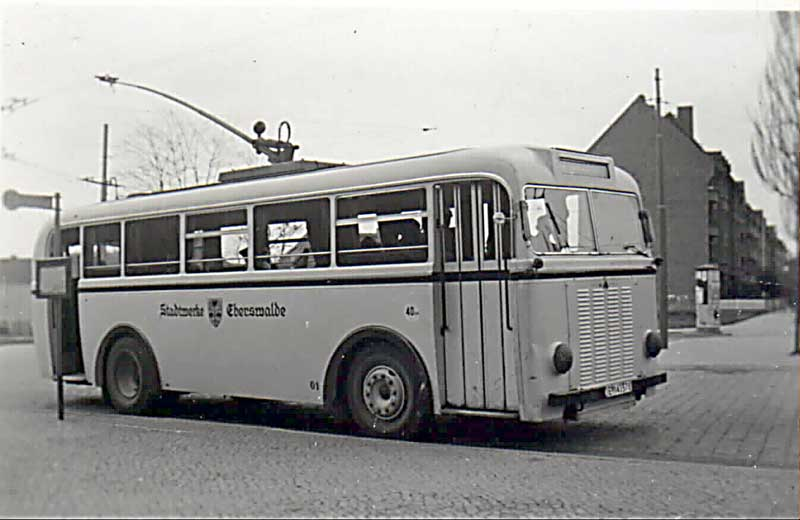
Trolejbus MPE-1 w 1940 r.
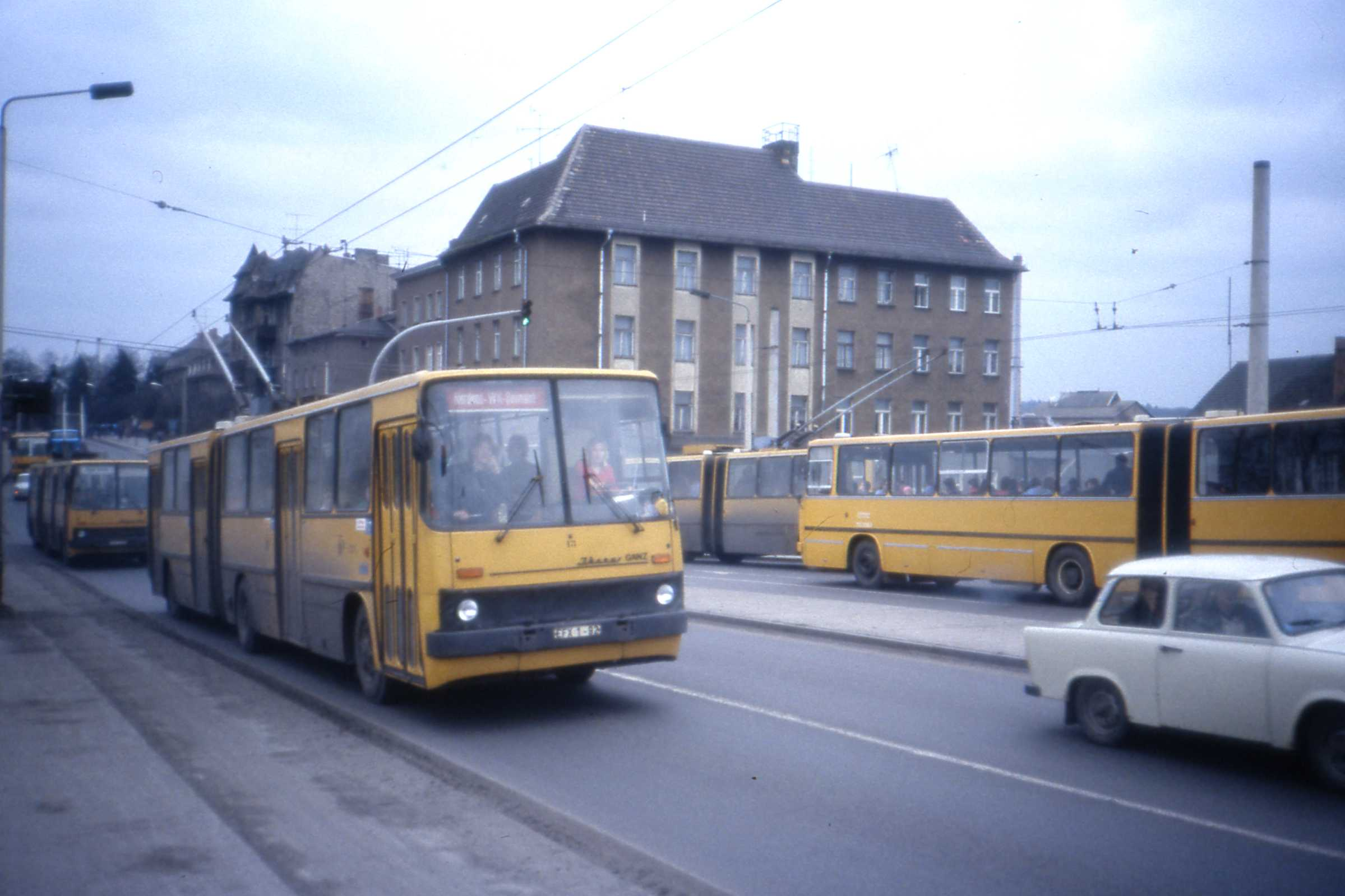
Trolejbusy Ikarus 280T w 1990 r.
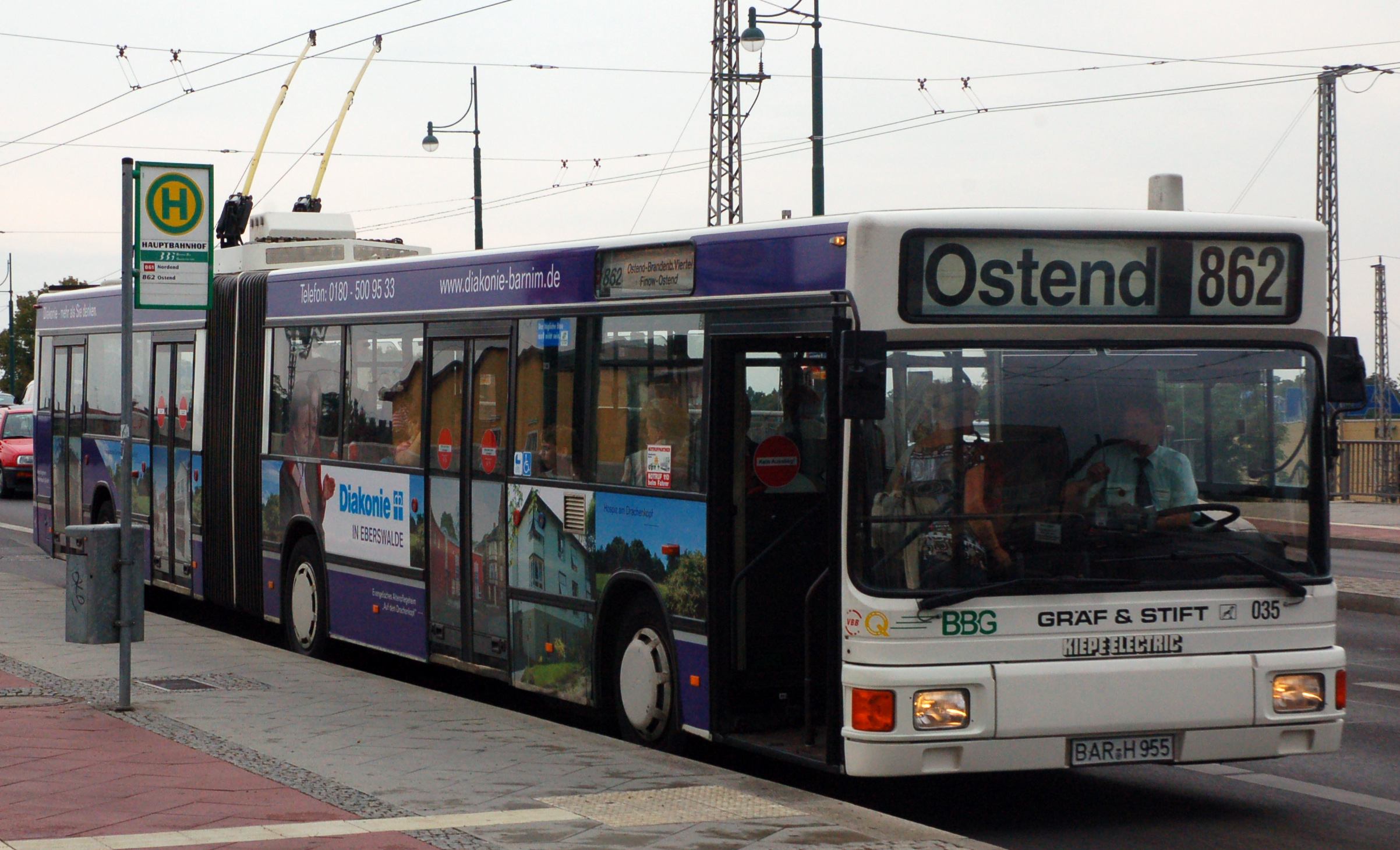
MAN NGE 152 w 2009 r.
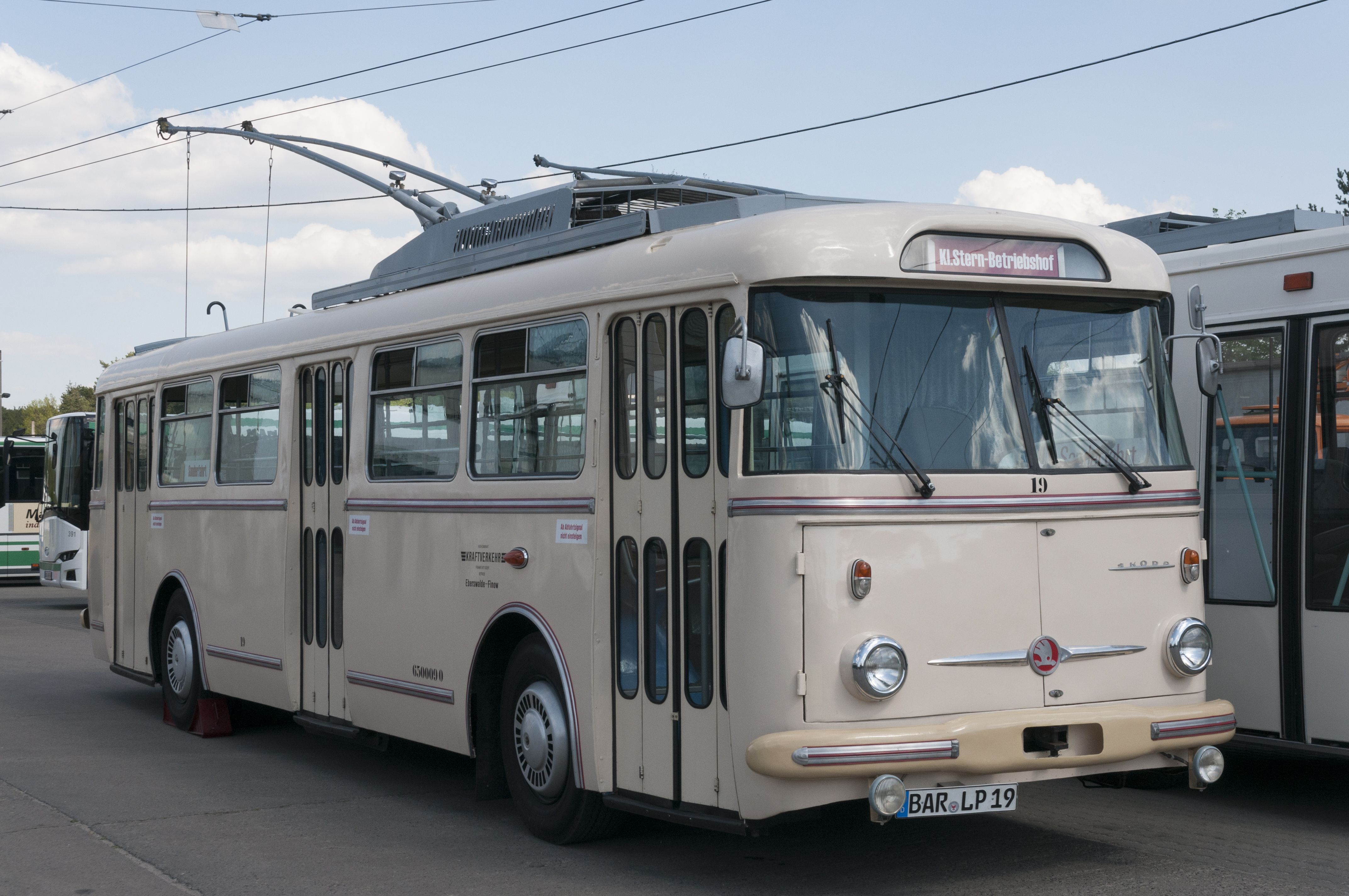
Zabytkowa Škoda 9Tr
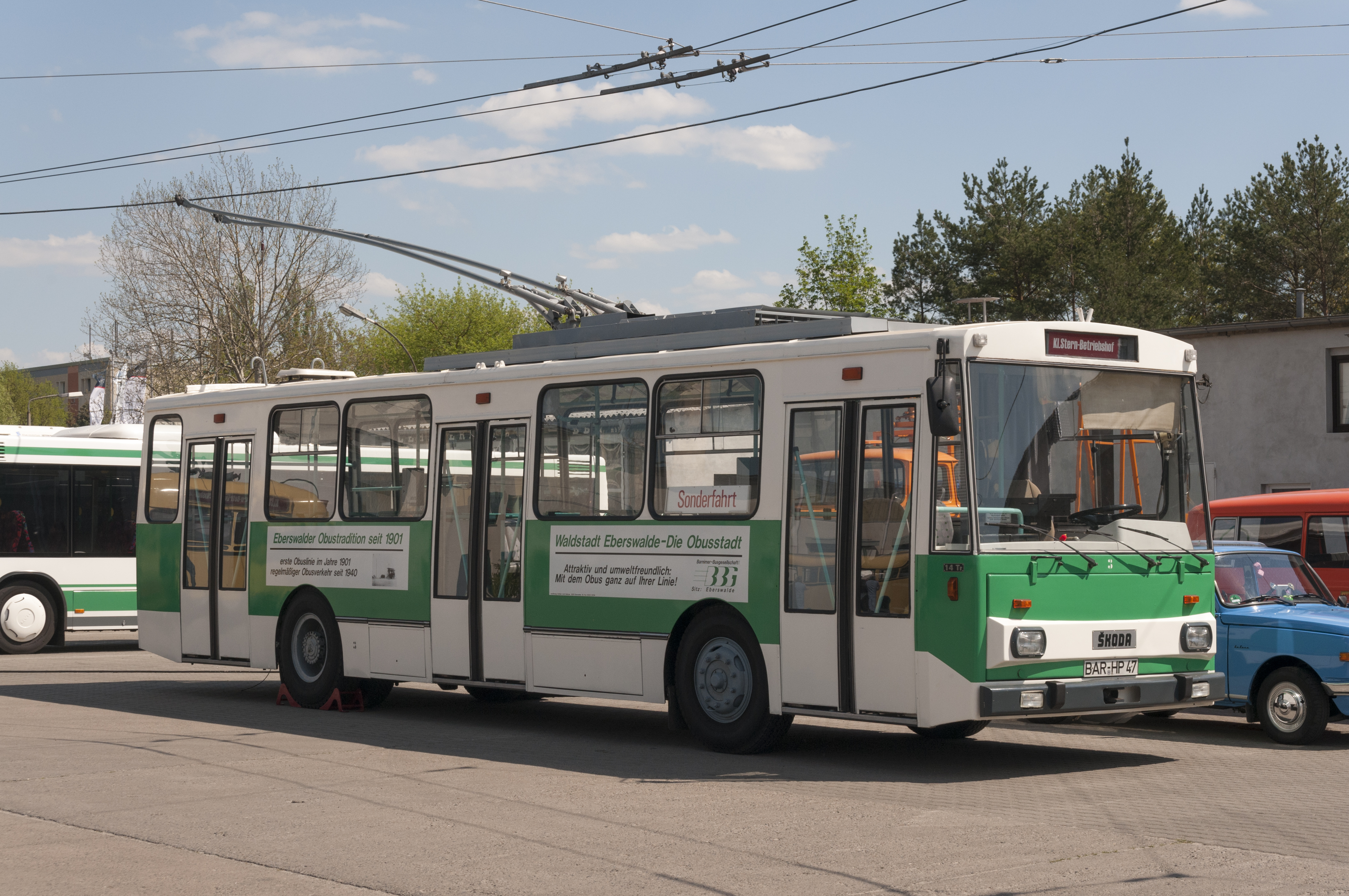
Zabytkowa Škoda 14Tr